# Chahdortt Djavann
Chahdortt Djavann (Teheran, 1967) è una scrittrice e antropologa iraniana naturalizzata francese.

## Biografia
Giunta per la prima volta in Francia nel 1993, dove si è poi trasferita per sfuggire al regime degli ayatollah, è diventata una scrittrice di importanza internazionale. Oltre al francese, che ha appreso da autodidatta leggendo i romanzi di scrittori come Maupassant, Camus, Gide, parla altre sei lingue.
Tra le sue opere riveste particolare importanza Che cosa pensa Allah dell'Europa?.

## Opere
- La muta
- Che cosa pensa Allah dell'Europa?
- Giù i veli!
- Vengo da altrove
- Come si fa ad essere francesi?